# Списък на планините в Турция
А — Б — В — Г — Д — Е — Ж —
З — И — Й — К — Л — М — Н —
О — П — Р — С — Т — У — Ф —
Х — Ц — Ч — Ш — Щ — Ъ — Ю —
Я
В първата част от списъка на планините в Турция са включени 113 планини, подредени по азбучен ред, а във втората част те са систематизирани по планински системи и по местоположение. За източник на планините в Турция е използвана физикогеографската карта на Турция в М 1:2 000 000, пето издание от 1981 г.

### А
- Агридаг (Агръдаг) (3445 m)
- Айдън (1828 m)
- Акдаг (2062 m) (вилает Самсун)
- Акдаг (2345 m) (вилает Сивас)
- Акдаг (3021 m) (вилает Ерзурум)
- Аладаг (3542 m)
- Аладаглар (3726 m)
- Алачам (2089 m)
- Аллахюекбер, (3123 m)
- Аманус (2262 m)
- Анадолско плато (3770 m)
- Антитавър
- Арарат (5165 m)
- Арменски Тавър (3090 m)
- Армуючук (905 m)
- Арсиянски хребет (3165 m)
- Ахър (1898 m) (вилает Афон Карахисар)
- Ахър (2403 m) (вилает Мараш)

### Б
- Бей (3086 m)
- Бердига
- Бешпармак (1367 m)
- Бинбога (2830 m)
- Бингьол (3189 m)
- Битлис (2967 m)
- Боздаглар (2157 m)
- Бозок, плато (1755 m)
- Болу (1980 m)
- Бузбел (2676 m)
- Булгар Даг (Българската планина) (3585 m)

### Г
- Гиресун (3095 m)
- Гюмюшхане (3305 m)

### Д
- Деведжи (1900 m)
- Демирджи (1801 m)
- Демиролук (1976 m)
- Джаник (1780 m)
- Джемалдаг (3287 m)
- Джиханбейли, плато (1308 m)
- Джуди (2089 m)

### Е
- Егрибурун (2319 m)
- Елма (1855 m)
- Елмалъ (3024 m)
- Енгизек (2822 m)
- Ергани (2561 m)

### З
- Загрос
- Западнопонтийски планини (2600 m)
- Зигана (2396 m)

### И
- Източнопонтийски планини (3937 m)
- Илгаз (2600 m)

### Й
- Йешилърмак (2801 m)

### К
- Малък Кавказ
- Карадаг (1337 m)
- Караджадаг (1960 m) (вилает Коня)
- Караджадаг (1919 m) (вилает Урфа)
- Каргапазаръ (3288 m)
- Карско плато
- Карънджалъ (1699 m)
- Кешиш (3537 m)
- Коджакатран (1767 m)
- Коп (3255 m)
- Котур (3623 m)
- Куру
- Кух (3250 m)
- Кьороглу (2378 m)
- Кюрдски планини (4168 m)
- Кюрдистански хребет (3810 m)
- Кюре (1985 m)

### Л
- Лазистански хребет (3937 m)

### М
- Малатия (2639 m)
- Малоазиатска планинска земя
- Мардин (1318 m)
- Мелендиз (3253 m)
- Менгене (3610 m)
- Ментеше (2571 m)
- Мерджан
- Мерзафон (1900 m)
- Мисис (789 m)
- Мунзур (3449 m)

### Н
- Немрут
- Нурухак (3090 m)

### О
- Обрук, плато (1731 m)
- Олимп

### П
- Паландьокен (3124 m)
- Понтийски планини (3937 m)

### С
- Саманли (1606 m)
- Самсун (1229 m)
- Сандъкли (2250 m)
- Сиврихисар (1820 m)
- Странджа (1031 m)
- Султан (2531 m)
- Сьогют
- Сюндикен (1787 m)

### Т
- Тавър (3726 m)
- Тахтали (3054 m)
- Ташели (2257 m)
- Теджер (2792 m)
- Теке (1975 m)
- Текирдаг (945 m)
- Трабзон (3063 m)
- Тур Абдин

### У
- Узунъяйла, плато
- Улудаг (2543 m)
- Урфа, плато (958 m)

### Х
- Хайдар (2647 m)
- Хаймана, плато (1724 m)
- Хакяри (4168 m)
- Хачреш (2685 m)
- Хезанли (2266 m)

### Ч
- Чахърбаба (2886 m)
- Чимен
- Чорох (3363 m)
- Чорум (1750 m)

### Ш
- Шавшетски хребет (2812 m)
- Шакшак
- Шатак (2860 m)
- Шерафедин (2532 m)

## Списък на планините на Турция по местоположение и планински системи

### Планини в Европейска Турция
- Куру
- Странджа, Голяма Махиада (1031 m)
- Текирдаг, Ганос (945 m)

### Малоазиатска планинска земя

#### Планини в Западна Турция
- Айдън, (1828 m)
- Алачам, Акдаг (2089 m)
- Армуючук, (905 m)
- Ахър (вилает Афон Карахисар), (1898 m)
- Бей, Акдаг (3086 m)
- Боздаглар, Боздаг (2157 m)
- Демирджи, (1801 m)
- Елмалъ, Акдаг (3024 m)
- Коджакатран, Каз (1767 m)
- Ментеше, Хоназ (2571 m)
  - Бешпармак, (1367 m)
  - Карънджалъ, (1699 m)
- Саманли, Келтепе (1606 m)
- Самсун, (1229 m)
- Сандъкли, (2250 m)
- Сиврихисар, Арайит (1820 m)
- Сьогют
- Сюндикен, Сюндикен (1787 m)
- Улудаг, Улудаг (2543 m)

#### Понтийски планини
- Западнопонтийски планини, Делитепе (2600 m)
  - Болу, Челедоругу (1980 m)
  - Демиролук, Келтепе (1976 m)
  - Илгаз, Делитепе (2600 m)
  - Карадаг, (1337 m)
  - Кьороглу, Кьороглу (2378 m)
  - Кюре, Яралъгез (1985 m)
- Среднопонтийски планини, Акдаг (2062 m)
  - Акдаг, Акдаг 2062
  - Джаник, (1780 m)
  - Мерзифон, Ювала (1900 m)
  - Чорум, Кеседаг (1750 m)
- Източнопонтийски планини, Качкар (3937 m)
  - Бердига
  - Гиресун, Кълънч (3095 m)
- Гюмюшхане, Хурлар (2500 m)
  - Зигана, Ансер (2396 m)
  - Лазистански хребет, Качкар (3937 m)
- Трабзон, Чакъргьол (3063 m)

#### Анадолско плато
- Акдаг, Карабаба (2345 m)
- Бозок, плато, Дагнъ (1755 m)
- Бузбел, Гюрлевик (2676 m)
- Даведжи, Акдаг (1900 m)
- Джиханбейли, плато, (1308 m)
- Егрибурун, Еренлер (2319 m)
- Елма, (1855 m)
- Ешилърмак, Кьоседаг (2801 m)
- Караджадаг (вилает Коня), Секалеси (1960 m)
- Мелендиз, Хасан (3253 m)
- Обрук, плато, Боздаг (1731 m)
- Султан, Топрак (2531 m)
- Теджер, Бей (2792 m)
- Узунъяйла, плато
- Хаймана, плато, Караджадаз (1724 m)

#### Тавър
- Западен Тавър, Дедегьол (2980 m)
  - Ташели, Къзълдаг (2257 m)
  - Хайдар, Акдаг (2647 m)
- Централен Тавър, Демирказик (3726 m)
  - Аладаглар, Демирказик (3726 m)
  - Булгар Даг, Медедсиз (3585 m)
- Източен Тавър (Антитавър), Бей (3054 m)
  - Бинбога, Бинбога (2830 m)
  - Тахтали, Бей (3054 m)

### Арменска планинска земя
- Агридаг, Кьоксе (3445 m)
- Акдаг (вилает Ерзурум), Акдаг (3021 m)
- Аладаг, Тендюрюк (3542 m)
- Аллахюекбер, Аллахюекбер (3123 m)
- Арарат, Голям Арарат (5165 m)
- Арменски Тавър, (3090 m)
  - Ахър (вилает Мараш), Милджан (2403 m)
  - Битлис, Мелето (2967 m)
  - Енгизек, (2822 m)
  - Ергани, Шаръекшан (2561 m)
  - Малатия, (2639 m)
  - Нурухак, (3090 m)
  - Хачреш, (2685 m)
- Арсиянски хребет, Арсиян (3765 m)
- Бингьол, Бингьол (3250 m)
- Джемалдаг, Багърпаша (3287 m)
- Джуди, Шихабад (2089 m)
- Караджадаг (вилает Урфа), Караджалъдаг 1919
- Каргапазаръ, Каргапазаръ (3288 m)
- Кешиш, Кешиш (3537 m)
- Коп, Месджит (3255 m)
- Котур, Ачишколдаг (3068 m)
- Кух, Ерк (3250 m)
- Кюрдистански хребет, Мордаг (3810 m)
- Кюрдски планини (Хакяри), Джило (4168 m)
- Мардин, (1318 m)
- Менгене, (3610 m)
- Мерджан
- Мунзур, Акбаба (3449 m)
- Паландьокен, Паландьокен (3124 m)
- Хезенли, (2266 m)
- Чахърбаба, Гюлюдаг (2886 m)
- Чимен
- Чорох, Деве (3363 m)
- Шавшетски хребет, Хева (2812 m)
- Шакшак
- Шатак, (2860 m)
- Шерафедин, (2532 m)

- Аманус, Мътър (2262 m)
- Мисис, (789 m)
- Урфа, плато Корджик (958 m)